# 315 до н. е.

## Події
- Македонський цар Кассандр заснував місто Салоніки шляхом об'єднання 26 поселень уздовж затоки Термаїкос.
- закінчилася друга війна діадохів, Лісімах уклав з діадохами Касандром, Птолемеєм та Селевком союз проти Антигона.